# ГЕС Nam Ngiep 1
ГЕС Nam Ngiep 1 — гідроелектростанція, що споруджується в центральній частині Лаосу. Знаходячись після ГЕС Nam Ngiep 2, становитиме нижній ступінь каскаду на річці Nam Ngiep, лівій притоці однієї з найбільших річок Південно-Східної Азії Меконгу (впадає до Південнокитайського моря на узбережжі В'єтнаму).
У межах проєкту річку перекриють греблею з ущільненого котком бетону висотою 167 метрів та завдовжки 530 метрів. Вона утримуватиме витягнуте по долині на 70 км водосховище з площею поверхні 66,9 км2 та об'ємом 1,2 млрд м3.
Зі сховища через водовід завдовжки 185 метрів з діаметром 5,2 метра ресурс подаватимуть до облаштованого біля лівого берега основного машинного залу, обладнаного двома турбінами типу Френсіс загальною потужністю 272 МВт. При напорі у 130,9 метра вони повинні забезпечувати виробництво 1,5 млрд кВт·год електроенергії на рік.
Відпрацьована в зазначеному вище залі вода потраплятиме в річку, на якій за 6 км нижче по течії спорудять компенсуючий резервуар із площею поверхні 1,27 км2 та об'ємом 4,6 млн м3, який утримуватиме бетонна гравітаційна гребля висотою 20 метрів та довжиною 99 метрів. При ній працюватиме одна бульбова турбіна потужністю 18 МВт, що при напорі у 12,7 метра видаватиме 105 млн кВт·год електроенергії на рік.
Транспортування продукції відбуватиметься по ЛЕП, розрахованих на роботу під напругою 230 кВ та 115 кВ.
Проєкт, введення якого в експлуатацію заплановане на 2019 рік, реалізують через компанію Nam Ngiep Power Company її власники — японська Kansai Electric Power Company (KEPCO, 45 %), таїландська EGAT International Company (30 %) та місцева державна Lao Holding State Enterprise (25 %). Продукція основного машинного залу призначається для експорту до Таїланду, тоді як обладнання при компенсуючій греблі забезпечуватиме місцеві потреби.